# Eric I di Meclemburgo
Eric I di Meclemburgo (1359 – Visby, 26 luglio 1397) è stato principe del Meclemburgo ed erede al trono di Svezia.

## Biografia

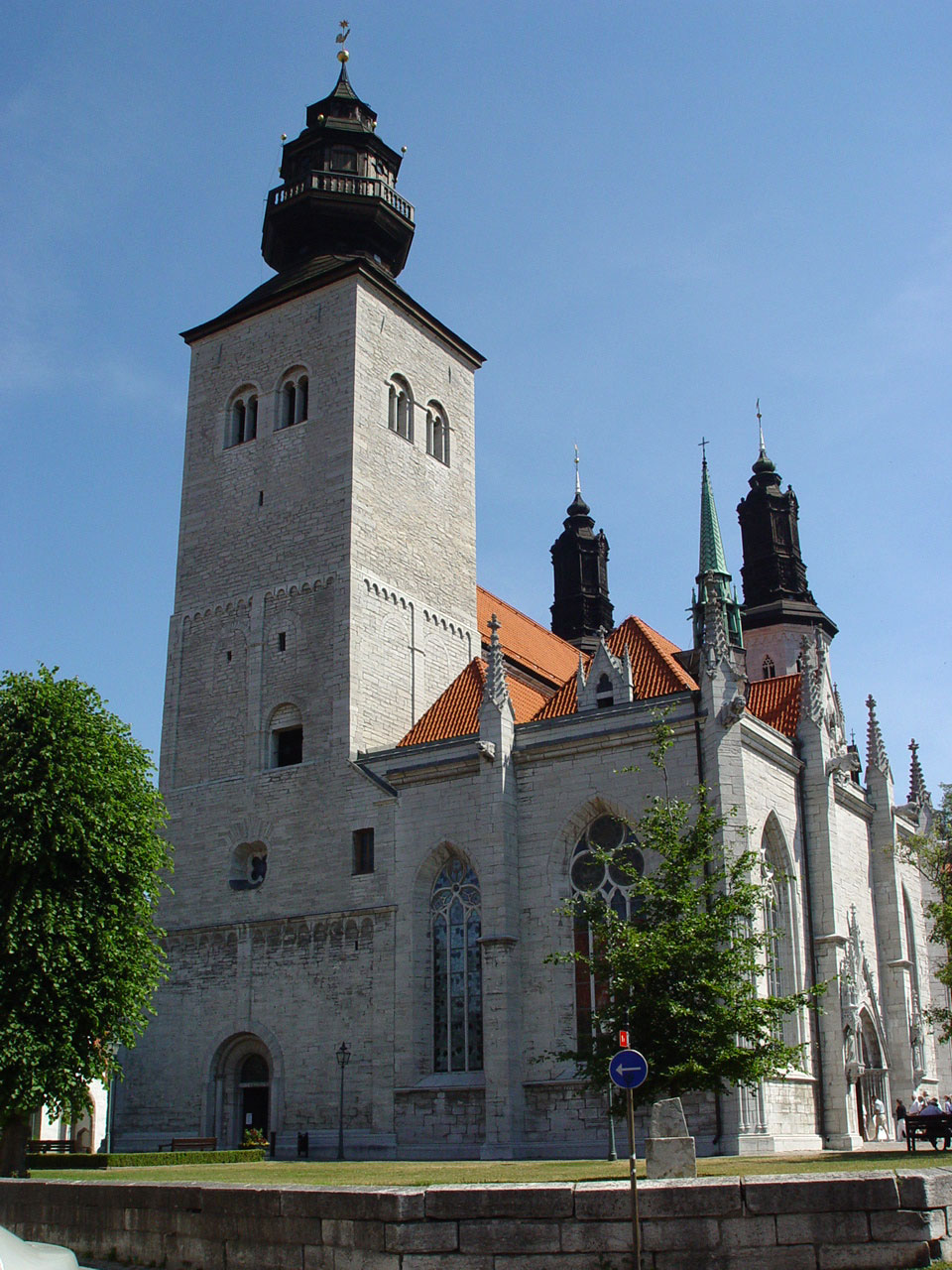
Cattedrale di Visby

Eric I era il figlio maggiore di Alberto III duca di Meclemburgo e re di Svezia e di Riccarda di Schwerin.
Nel 1386 lui e suo padre furono sconfitti e fatti prigionieri dalle truppe della regina Margherita I di Danimarca nella battaglia di Åsle nei pressi di Falköping nella Svezia meridionale. Dopo la cattura furono imprigionati nel castello di Lindholmen nella Scania meridionale dove rimasero fino al 1395 quando furono liberati dietro il pagamento di un forte riscatto e la rinuncia a tutte le pretese al trono svedese per loro e per i loro discendenti.
Rientrato nel Meclemburgo Eric si è sposato il 12/13 febbraio 1396 con Sophie, la figlia del duca di Pomerania Boghislao VI. Non ebbe figli da questo matrimonio.
Nell'estate del 1396 Eric, su ordine del padre, avvio una campagna per la riconquista dell'isola di Gotland. Nella primavera del 1397 sconfisse Sven Sture, il comandante della guarnigione di Gotland, che dovette giurare fedeltà ad Alberto III. Eric però non poté godersi questa vittoria in quanto fu colpito dalla peste e morì pochi mesi più tardi, il 26 luglio 1397 nella sua tenuta di Landeskrone a Klintehamn. Fu sepolto nella chiesa di Santa Maria, nota anche come Cattedrale di Visby.

## Ascendenza
|                                                          |                                |                                         | Genitori                                |  |  | Nonni |  |  | Bisnonni                          |  |  | Trisnonni                        |  |
|                                                          |                                |                                         |                                         |  |  |       |  |  | Enrico II, signore di Meclemburgo |  |  | Enrico I, signore di Meclemburgo |  |
|                                                          |                                |                                         |                                         |  |  |       |  |  | Enrico II, signore di Meclemburgo |  |  | Enrico I, signore di Meclemburgo |  |
|                                                          |                                | Anastasia di Pomerania-Stettino         |                                         |  |  |       |  |  | Enrico II, signore di Meclemburgo |  |  |                                  |  |
| Alberto II, duca di Meclemburgo-Schwerin                 |                                |                                         |                                         |  |  |       |  |  | Enrico II, signore di Meclemburgo |  |  |                                  |  |
|                                                          |                                | Anna di Sassonia-Wittenberg             | Alberto II, duca di Sassonia-Wittenberg |  |  |       |  |  |                                   |  |  |                                  |  |
|                                                          |                                | Anna di Sassonia-Wittenberg             | Alberto II, duca di Sassonia-Wittenberg |  |  |       |  |  |                                   |  |  |                                  |  |
|                                                          |                                | Anna di Sassonia-Wittenberg             | Agnese d'Asburgo                        |  |  |       |  |  |                                   |  |  |                                  |  |
| Alberto III, re di Svezia e duca di Meclemburgo-Schwerin |                                | Anna di Sassonia-Wittenberg             |                                         |  |  |       |  |  |                                   |  |  |                                  |  |
|                                                          |                                | Erik, duca di Södermanland              | Magnus III, re di Svezia                |  |  |       |  |  |                                   |  |  |                                  |  |
|                                                          |                                | Erik, duca di Södermanland              | Magnus III, re di Svezia                |  |  |       |  |  |                                   |  |  |                                  |  |
|                                                          |                                | Erik, duca di Södermanland              | Edvige di Holstein                      |  |  |       |  |  |                                   |  |  |                                  |  |
| Eufemia di Svezia                                        |                                | Erik, duca di Södermanland              |                                         |  |  |       |  |  |                                   |  |  |                                  |  |
|                                                          |                                | Ingeborg di Norvegia                    | Haakon V, re di Norvegia                |  |  |       |  |  |                                   |  |  |                                  |  |
|                                                          |                                | Ingeborg di Norvegia                    | Haakon V, re di Norvegia                |  |  |       |  |  |                                   |  |  |                                  |  |
|                                                          |                                | Ingeborg di Norvegia                    | Eufemia di Rügen                        |  |  |       |  |  |                                   |  |  |                                  |  |
| Eric I, duca di Meclemburgo-Schwerin                     |                                | Ingeborg di Norvegia                    |                                         |  |  |       |  |  |                                   |  |  |                                  |  |
|                                                          | Gunzelin VI, conte di Schwerin | Niklot I, conte di Schwerin             |                                         |  |  |       |  |  |                                   |  |  |                                  |  |
|                                                          | Gunzelin VI, conte di Schwerin | Niklot I, conte di Schwerin             |                                         |  |  |       |  |  |                                   |  |  |                                  |  |
|                                                          | Gunzelin VI, conte di Schwerin | Elisabetta di Holstein                  |                                         |  |  |       |  |  |                                   |  |  |                                  |  |
| Ottone I, conte di Schwerin                              | Gunzelin VI, conte di Schwerin |                                         |                                         |  |  |       |  |  |                                   |  |  |                                  |  |
|                                                          |                                | Riccarda di Tecklenburg                 | Ottone IV, conte di Tecklenburg         |  |  |       |  |  |                                   |  |  |                                  |  |
|                                                          |                                | Riccarda di Tecklenburg                 | Ottone IV, conte di Tecklenburg         |  |  |       |  |  |                                   |  |  |                                  |  |
|                                                          |                                | Riccarda di Tecklenburg                 | Beatrice di Rietberg                    |  |  |       |  |  |                                   |  |  |                                  |  |
| Riccarda di Schwerin                                     |                                | Riccarda di Tecklenburg                 |                                         |  |  |       |  |  |                                   |  |  |                                  |  |
|                                                          |                                | Giovanni III, signore di Werle-Goldberg | Nicola II, signore di Werle             |  |  |       |  |  |                                   |  |  |                                  |  |
|                                                          |                                | Giovanni III, signore di Werle-Goldberg | Nicola II, signore di Werle             |  |  |       |  |  |                                   |  |  |                                  |  |
|                                                          |                                | Giovanni III, signore di Werle-Goldberg | Richenza di Danimarca                   |  |  |       |  |  |                                   |  |  |                                  |  |
| Matilde di Werle-Goldberg                                |                                | Giovanni III, signore di Werle-Goldberg |                                         |  |  |       |  |  |                                   |  |  |                                  |  |
|                                                          |                                | Matilde di Pomerania-Stettino           | Ottone I, duca di Pomerania-Stettino    |  |  |       |  |  |                                   |  |  |                                  |  |
|                                                          |                                | Matilde di Pomerania-Stettino           | Ottone I, duca di Pomerania-Stettino    |  |  |       |  |  |                                   |  |  |                                  |  |
|                                                          |                                | Matilde di Pomerania-Stettino           | Elisabetta di Schwerin                  |  |  |       |  |  |                                   |  |  |                                  |  |
|                                                          |                                | Matilde di Pomerania-Stettino           |                                         |  |  |       |  |  |                                   |  |  |                                  |  |